# Комитет экспертов Совета Европы по оценке мер борьбы с отмыванием денег
Комитет экспертов Совета Европы по оценке мер борьбы с отмыванием денег (МАНИВЭЛ) — региональная группа по типу ФАТФ, в задачу которой входит распространение политики международных стандартов в области противодействия отмыванию денег и финансированию терроризма (ПОД/ФТ) на страны Европы. МАНИВЭЛ является подкомитетом Европейского комитета Совета Европы по проблемам преступности (CDPC).

## История
Совет Европы был одной из первых международных организаций, которая сделала в своей работе акцент на меры противодействия отмыванию денег в целях защиты демократии и закона.
В 1977 году Европейский комитет по проблемам преступности Совета Европы принял решение об учреждении комитета экспертов для изучения «серьёзных проблем, возникающих во многих странах в результате незаконного перемещения денежных средств, полученных преступным путём, которые зачастую используются для совершения дальнейших преступлений». Результатом работы этого Комитета стало принятие ряда ключевых рекомендаций и конвенций, включая Конвенцию Совета Европы «Об отмывании, выявлении, изъятии, конфискации доходов от преступной деятельности и финансировании терроризма».
МАНИВЭЛ был учрежден в 1997 году. Его деятельность регулируется основными положениями Резолюции Res(2005)47 по комитетам и вспомогательным органам, вопросам их компетенции и методам работы. Специфика деятельности МАНИВЭЛ регламентируется Вопросами компетенции на 2008—2010 гг.

## Деятельность
Комитет осуществляет обзор мер по борьбе с отмыванием денег и финансированием терроризма в государствах — членах Совета Европы (и государствах — кандидатах на вступление в Совет Европы), которые не являются членами ФАТФ. Государства — члены Совета Европы, являющиеся членами МАНИВЭЛ и впоследствии ставшие членами ФАТФ, могут оставаться полноправными членами МАНИВЭЛ.
Цель Комитета заключается в формировании в государствах эффективных систем по борьбе с отмыванием денег и финансированием терроризма. Комитет проводит взаимные оценки государств в отношении всех соответствующих международных стандартов в правовой, финансовой и правоохранительной сферах. Отчёты МАНИВЭЛ содержат подробные рекомендации по вопросам увеличения эффективности национальных режимов по борьбе с отмыванием денег и финансированием терроризма, а также возможности государств осуществлять международное сотрудничество в этих сферах.
Пленарные заседания Комитета проводятся, как правило, 3-4 раза в год. Кроме того, МАНИВЭЛ организует мероприятия, направленные на обмен опытом по борьбе с отмыванием денег и финансированием терроризма (семинары по типологиям) и подготовку экспертов-оценщиков для участия в миссиях взаимной оценки (обучающие семинары).
МАНИВЭЛ имеет статус ассоциированного члена ФАТФ.

## Структура
Комитетом избираются на двухгодичный срок Председатель и Заместитель Председателя, а также три другие члена Бюро, которое курирует организационные вопросы деятельности МАНИВЭЛ.
Также в рамках Комитета действует Секретариат, назначаемый Советом Европы.

## Члены и наблюдатели
Государства — члены МАНИВЭЛ
- Азербайджан
- Албания
- Андорра
- Армения
- Болгария
- Босния и Герцеговина
- Венгрия
- Грузия
- Кипр
- Латвия
- Литва
- Лихтенштейн
- Македония
- Мальта
- Молдова
- Монако
- Польша
- Россия
- Румыния
- Сан-Марино
- Сербия
- Словакия
- Словения
- Украина
- Хорватия
- Черногория
- Чехия
- Эстония

Членами МАНИВЭЛ также являются два государства, назначаемые Президентом ФАТФ на двухлетний период. В настоящий период такими государствами являются:
- Франция
- Нидерланды

Государства-наблюдатели в МАНИВЭЛ
- Ватикан
- Израиль (имеет статус активного наблюдателя)
- Канада
- Мексика
- Соединённые Штаты Америки
- Япония

Государства — члены ФАТФ, не являющиеся членами МАНИВЭЛ
Организации-наблюдатели в МАНИВЭЛ
- Всемирный банк
- Группа подразделений финансовой разведки «Эгмонт»
- Евразийская группа по противодействию легализации преступных доходов и финансированию терроризма
- Европейский банк реконструкции и развития
- Интерпол
- Комиссия европейских сообществ
- Контртеррористический комитет ООН
- Международный валютный фонд
- Офшорная группа банковского надзора
- Секретариат Генерального секретаря Совета Европейского Союза
- Секретариат Содружества
- Управление ООН по наркотикам и преступности
- ФАТФ